# Darrell Griffith
Pour les articles homonymes, voir Griffith.
Darrell Steven Griffith ou Darrell Griffith (né le 16 juin 1958 à Louisville -) est un ancien joueur de basket-ball professionnel américain, qui a joué pour le Jazz de l'Utah en NBA.
Star à l'université, surnommé Dr Dunkenstein, il est lauréat du Trophée Wooden récompensant le meilleur joueur de la saison et remporte le titre avec les Cardinals de Louisville en étant désigné Most Outstanding Player du Final Four de la NCAA en 1980. Sélectionné en 2e choix de la Draft 1980 de la NBA par le Jazz de l'Utah, il est élu rookie de l'année lors de la saison 1980-1981, il joue dix saisons entières de 1980 à 1991 avec le Jazz tournant à une moyenne de 16,2 points par match, au terme de sa carrière le 4 décembre 1993 son maillot, le no 35 a été retiré par le Jazz de l'Utah.